# Киккская и Тиллирийская митрополия
Ки́ккская и Тиллири́йская митропо́лия (греч. Ιερά Μητρόπολις Κύκκου και Τυλληρίας) — епархия Кипрской православной церкви.

## История
18 февраля 2002 года игумен ставропигиального Киккского монастыря был избран хорепископом Киккским
В мае 2007 года с связи с расширением Священного синода Киккская хорепископия был преобразована в Киккскую и Тиллирийскую митрополию. Резиденцией митрополита остался ставропигиальный Киккский монастырь, который вместе с тем сохранил ставропигиальный статус.
21 мая 2011 года состоялось торжественное освящение нового кафедрального собора Киккской митрополии в честь святых равноапостольных Константина и Елены.

## Епископы
Киккская хорепископия
- Никифор (Киккотис) (24 февраля 2002 — 13 мая 2007)

Киккская и Тиллирийская митрополия
- Никифор (Киккотис) (с 13 мая 2007)